# Jeremy Hill
Pour les articles homonymes, voir Hill.
(en) Statistiques sur pro-football-reference
Jeremy Hill, né le 20 octobre 1992 à Baton Rouge en Louisiane, est un joueur américain de football américain qui a évolué pendant sept saisons (2014-2020) au poste de running back en National Football League.
Il passe ses quatre premières saisons professionnelles avec les Bengals de Cincinnati (2014-2017) et rejoint les Patriots de la Nouvelle-Angleterre en 2018 où il manque la majorité de la saison en raison d'une blessure. Pendant l'intersaison 2020, il est engagé par les Raiders de Las Vegas, mais est libéré deux jours plus tard. Il tente un comeback sans succès dans la XFL en 2022 avant de prendre définitivement sa retraite du football américain en 2023.

## Biographie

### Carrière universitaire
Il étudie à l'université d'État de Louisiane où il joue pour les Tigers de LSU dans la NCAA Division I FBS. Il est le meilleur joueur offensif de l'Outback Bowl 2014. Il est sélectionné dans la première équipe de la Southeastern Conference (SEC) par la presse et dans la deuxième équipe par les entraîneurs.

### Carrière professionnelle
Il est sélectionné en 55e choix global lors du deuxième tour de la draft 2014 de la NFL par la franchise des Bengals de Cincinnati. Il est le deuxième running back sélectionné au cours de cette draft après Bishop Sankey.
Lors de la saison 2014 de la NFL avec les Bengals de Cincinnati, il est désigné deuxième running back derrière le titulaire Giovani Bernard. S'il ne joue pas beaucoup en début de la saison, il réalise une excellente seconde partie avec une statistique finale à plus de 1 000 yards gagnés à la course. Il est ainsi le premier rookie des Bengals à dépasser les 1 000 yards depuis Corey Dillon en 1997.
Le 17 mars 2018, Hill signe un contrat d'un an avec les Patriots de la Nouvelle-Angleterre. Pendant le premier match de la saison régulière, il subit une blessure au ligament croisé antérieur et manque le reste de la saison. Les Patriots finissent par gagner le Super Bowl LIII qu'il ne peut disputer à la suite de sa blessure.
Le 3 août 2020, Hill est engagé par les Raiders de Las Vegas mais est libéré deux jours plus tard.
En août 2021, il commence une carrière d'animateur de radio dans le talk-show sportif Hunt & Hill diffusé sur WNXX-FM 104.5. Il quitte cet emploi en novembre 2022 et tente un retour sportif en XFL.
Le 23 mai 2023, Hill annonce sa retraite du football américain professionnel sur Instagram, citant la blessure qu'il a subi en 2018.

## Vie privée
Jeremy Hill présente sur le dos un tatouage consacré à l'université d'État de Louisiane.

## Statistiques

### Université
| Année          | Équipe         | MJ |     | Courses | Courses | Courses | Courses |       | Passes réceptionnées | Passes réceptionnées | Passes réceptionnées | Passes réceptionnées |  | Fumbles | Fumbles |
| Année          | Équipe         | MJ | Nb. | Yards   | Moy.    | TD      | Nb.     | Yards | Moy.                 | TD                   | Nb.                  | Perdus               |  |         |         |
| 2012           | Tigers de LSU  | 12 | 142 | 0755    | 5,3     | 12      | 08      | 073   | 09,1                 | 0                    | 0                    | 0                    |  |         |         |
| 2013           | Tigers de LSU  | 12 | 203 | 1401    | 6,9     | 16      | 18      | 181   | 10,1                 | 0                    | 0                    | 0                    |  |         |         |
| Totaux en NCAA | Totaux en NCAA | 24 | 345 | 2 156   | 6,2     | 28      | 26      | 254   | 09,8                 | 0                    | 0                    | 0                    |  |         |         |

### NFL
| Année         | Équipe                             | MJ |     | Courses | Courses | Courses | Courses |       | Passes réceptionnées | Passes réceptionnées | Passes réceptionnées | Passes réceptionnées |  | Fumbles | Fumbles |
| Année         | Équipe                             | MJ | Nb. | Yards   | Moy.    | TD      | Nb.     | Yards | Moy.                 | TD                   | Nb.                  | Perdus               |  |         |         |
| 2014          | Bengals de Cincinnati              | 16 | 222 | 1 124   | 5,1     | 09      | 27      | 215   | 8,0                  | 0                    | 1                    | 0                    |  |         |         |
| 2015          | Bengals de Cincinnati              | 16 | 223 | 0 794   | 3,6     | 11      | 15      | 079   | 5,3                  | 1                    | 0                    | 0                    |  |         |         |
| 2016          | Bengals de Cincinnati              | 15 | 222 | 0 839   | 3,8     | 09      | 21      | 174   | 8,3                  | 0                    | 0                    | 0                    |  |         |         |
| 2017          | Bengals de Cincinnati              | 07 | 037 | 0 116   | 3,1     | 0       | 04      | 016   | 4,0                  | 0                    | 0                    | 0                    |  |         |         |
| 2018          | Patriots de la Nouvelle-Angleterre | 01 | 04  | 0 25    | 6,3     | 0       | 01      | 06    | 6,0                  | 0                    | 0                    | 0                    |  |         |         |
| Totaux en NFL | Totaux en NFL                      | 55 | 708 | 2 898   | 4,1     | 29      | 68      | 490   | 7,2                  | 1                    | 1                    | 0                    |  |         |         |

| Année         | Équipe                | MJ |     | Courses | Courses | Courses | Courses |       | Passes réceptionnées | Passes réceptionnées | Passes réceptionnées | Passes réceptionnées |  | Fumbles | Fumbles |
| Année         | Équipe                | MJ | Nb. | Yards   | Moy.    | TD      | Nb.     | Yards | Moy.                 | TD                   | Nb.                  | Perdus               |  |         |         |
| 2014          | Bengals de Cincinnati | 1  | 13  | 47      | 3,6     | 1       | -       | -     | -                    | -                    | 0                    | 0                    |  |         |         |
| 2015          | Bengals de Cincinnati | 1  | 12  | 50      | 4,2     | 1       | 3       | 27    | 9,0                  | 0                    | 1                    | 0                    |  |         |         |
| Totaux en NFL | Totaux en NFL         | 2  | 25  | 97      | 3,9     | 2       | 3       | 27    | 9,0                  | 0                    | 1                    | 0                    |  |         |         |